# ATP Challenger Berlin
Der ATP Challenger Berlin (offiziell: Berlin Challenger) war ein Tennisturnier, das 1981 in Berlin, Deutschland, stattfand. Es gehörte zur ATP Challenger Tour und wurde im Freien auf Sand gespielt.

## Liste der Sieger

### Einzel
| Jahr | Sieger          | Finalgegner    | Ergebnis |
| ---- | --------------- | -------------- | -------- |
| 1981 | Werner Zirngibl | Erick Iskersky | 6:3, 7:6 |

### Doppel
| Jahr | Sieger                       | Finalgegner                  | Ergebnis      |
| ---- | ---------------------------- | ---------------------------- | ------------- |
| 1981 | Andreas Maurer Wolfgang Popp | Tim Garcia Fernando Maynetto | 4:6, 6:3, 6:0 |